# Vol 714 pour Sydney
Voo 714 para Sidney/Sidnei (Vol 714 pour Sydney, no original em francês) é o vigésimo segundo álbum da série de banda desenhada franco-belga As aventuras de Tintim, produzida pelo belga Hergé. A história foi publicada semanalmente pela Revista Tintin de setembro de 1966 a novembro de 1967 e publicado no formato álbum pela Casterman em 1968. O título refere-se a um voo que Tintin e seus amigos não pegaram, enquanto eles se envolviam em um plano para sequestrar um excêntrico milionário de um jato comercial supersônico em uma ilha da Indonésia. Este álbum, publicado pela primeira vez em 1968, é incomum na série Tintin por suas influências de ficção científica e paranormalidade. O mistério central é essencialmente deixado sem solução. A história foi adaptada para um episódio da série animada de 1991 As Aventuras de Tintim, produzida pelos estúdiosEllipse Animation Nelvana.

## Sinopse
Tintim, Milu, Capitão Haddock e o Professor Girassol estão a caminho de Sydney, onde são convidados de honra do Congresso Internacional de Astronáutica. Na escala em Jacarta, conhecem o milionário Carreidas, que os convida para seguir viagem em seu avião particular. A viagem, que para os três amigos seria de homenagens e lazer, irá se transformar num terrível pesadelo: eles se verão envolvidos numa trama por trás da qual está um velho e perigoso conhecido.

## Adaptações
Vol 714 pour Sydney foi adaptado em um dois episódio de As Aventuras de Tintim, do estúdio francês Ellipse Animation e o canadense Nelvana. Dirigido por Stéphane Bernasconi, o personagem de Tintin teve a voz de Thierry Wermuth. Dirigida por Stéphane Bernasconi, os críticos elogiaram a série por ser "geralmente fiel", com composições tendo sido tiradas diretamente dos quadrinhos originais.